# Entropía de Tsallis
En física, la entropía de Tsallis es una generalización de la entropía estándar de Boltzmann. Es útil para estudiar los intercambios de información entre sistemas que no están en equilibrio.

## Origen
Edwin T. Jaynes formuló la mecánica estadística como un problema de maximización entrópica. Puso de manifiesto que cualquier problema en la mecánica estadística de los sistemas en equilibrio, la maximización de la entropía de Shannon se reduce a encontrar el conjunto de probabilidades {\displaystyle p_{i}} para las que la entropía de Shannon es máxima bajo un conjunto de ligaduras que especifican las condiciones macroscópicas, que pueden proceder de la teoría o de datos experimentales.
Si las ligaduras son la condición de normalización {\displaystyle (\sum _{i}p_{i}=1)} y la conservación de la energía (i.e. {\displaystyle \sum _{i}\epsilon _{i}p_{i}=U)}), entonces sólo existe una única solución para la distribución de probabilidades {\displaystyle p_{i}} en equilibrio térmico que es la distribución exponencial de Boltzmann (o Maxwell-Boltzmann-Gibbs):
{\displaystyle p_{i}={\frac {e^{-\epsilon _{i}/T}}{Z}}}
donde Z es un factor de normalización que a garantiza la conservación de probabilidad. La variable Z recibe el nombre de función de partición y su definición es tal que: {\displaystyle Z=\sum _{i}e^{-\epsilon _{i}/T}}
La distribución de Boltzmann describe el conjunto canónico, que se aplica a cualquier situación donde un sistema está en equilibrio térmico e intercambiando energía con su entorno.
Ahora bien, el principio de máxima entropía solo implica situaciones de equilibrio, que solamente comprenden un subconjunto pequeño de los problemas en física.
Para sistemas que no están en equilibrio, se debe adoptar una forma de actuar diferente. Para entender la mecánica estadística del no-equilibrio parece razonable pensar que hemos de explorar el uso de otras medidas de entropía diferente, más generales que la de Shannon.
Fundamentalmente, Jaynes mostró que la entropía de Shannon y la distribución exponencial asociada de estados se aplican solamente para sistemas de equilibrio. Cabe preguntarse entonces qué otro tipo de entropías permiten obtener variacionalmente la distribución de estados no-exponencial que presentan los sistemas fuera del equilibrio (ley de potencias, fractalidad, etc).
De hecho, existen otras funciones de entropía que satisfacen otros requisitos diferentes a los planteados por Shannon, como la Entropía de Rényi, la cual ha resultado ser muy útil para el Análisis multifractal.
Existen numerosos sistemas en la naturaleza y en el comportamiento humano para los que la distribución de estados asociada se aproxima por una ley de potencias.
Una ley de potencias es algo que se comporta para {\displaystyle x} grandes como {\displaystyle f(x)\approx x^{-\alpha }} con {\displaystyle \alpha >0}. Las distribuciones de probabilidad de tipo potencia decrecen mucho más lentamente que las de tipo exponencial, por tanto tienen propiedades estadísticas muy diferentes. Además, no se comportan tan bien como las exponenciales, en particular, el momento de orden m-ésimo de una distribución de potencia no existe cuando {\displaystyle m>\alpha }.
«Las distribuciones de tipo potencia se han observado en fenómenos tan diversos como la energía de los rayos cósmicos, la turbulencia de los fluidos, los terremotos, fluctuaciones de precios, la expansión de las urbes, la frecuencia del uso de las palabras, entre otras muchas cosas.»
Está claro que las leyes de potencia no pueden explicarse por la mecánica estadística de equilibrio, donde las distribuciones resultantes son siempre exponenciales. Una propiedad común de todos los sistemas que obedecen leyes de potencia es que siempre corresponden a sistemas de no-equilibrio.
La ubicuidad de las leyes de potencia sugiere que debe existir una mecánica estadística del no-equilibrio cuya distribución de probabilidad sea de este tipo, de forma análoga a la distribución exponencial dentro de los sistemas en equilibrio.
Dentro de simulaciones de sistemas caóticos se ha evidenciado que tales sistemas pueden estar de forma metaestable con distribuciones de tipo potencia durante periodos de tiempo muy largos antes de caer en el equilibrio.
«Desde un punto de vista puramente estadístico se establecen entonces funciones de entropía permitidas para estos casos en que la distribución de estados asociada es de tipo potencia.»
La entropía que modela correctamente este tipo de sistemas es la entropía de Tsallis.

## Definición
La entropía de Tsallis de la distribución de probabilidad discreta {\displaystyle p=\{p_{i}}\} se define por
{\displaystyle T_{q}(p)={\frac {1}{q-1}}(1-\sum _{i}p_{i}^{q})}  donde {\displaystyle q\geq 0,q\neq 1}.
Para {\displaystyle q=1} la entropía de Tsallis se reduce a la entropía de Gibbs estándar.
Usando el formalismo variacional de Jaynes para la mecánica estadística, uno puede maximizar esta función entropía con las ligaduras adecuadas para obtener funciones de distribución que tienen un comportamiento de tipo ley de potencias para {\displaystyle q\neq 1}. Estas funciones se denominan q-exponenciales y se definen por
{\displaystyle e_{q}=[1+(1-q)x]^{\frac {1}{1-q}}}   cuando   {\displaystyle 1+(1-q)x>0}
{\displaystyle e_{q}=0}   cuando   {\displaystyle 1+(1-q)x<0}
La entropía de Tsallis tiene la propiedad de no aditividad
{\displaystyle T_{q}[p_{1}p_{2}]=T_{q}[p_{1}]+T_{q}[p_{2}]+(1-q)T_{q}[p_{1}]T_{q}[p_{2}]}
Por lo que se trata de una entropía no extensiva.

## Significado
La entropía de Tsallis es una medida de falta de información. En particular, el conocimiento perfecto del estado microscópico de un sistema da lugar a que {\displaystyle T_{q}=0}, y la incertidumbre máxima produce entropía máxima {\displaystyle T_{q}=\ln _{q}W}.